# Оден, Грег
Гре́гори Уэйн О́ден (англ. Gregory Wayne Oden; родился 22 января 1988 года в Буффало, штат Нью-Йорк — американский профессиональный баскетболист. Был выбран 1-м номером на драфте 2007 года командой «Портленд Трэйл Блэйзерс».

## Ранние годы
В возрасте 9 лет вместе с семьей Грег переехал в Индиану, где учился в Высшей Школе Лоуренса и играл за школьную команду. В 2006 году поступил в Университет Огайо и был основным центровым студенческой команды. В 32-х играх студенческого чемпионата сезона 2006—2007 набирал в среднем 15,7 очка за игру, делал 9,6 подбора, 3,3 блок-шота, 0,7 передачи и 0,6 перехвата.
Несмотря на то, что Грег Оден провёл лишь один серьёзный сезон в студенческом баскетболе, частично испорченный травмой кисти, считался одним из самых перспективных центровых США. К числу его достоинств относили умелую игру на подборе, значительное количество блок-шотов, отличные физические данные и работоспособность. Эксперты также видели и недостатки молодого игрока — ограниченная техника владения мячом, подверженность травмам и склонность к набору фолов. Тем не менее, менеджмент «Портленд Трэйл Блэйзерс», имея право первого выбора на драфте 2007 года, предпочёл Одена Кевину Дюранту. Считалось, что центровой будет более ценным приобретением, чем лёгкий форвард. Учитывая последующие достижения Дюранта и огромные проблемы Одена со здоровьем, многие специалисты сравнивают выбор руководителей команды с выбором «Портленда» в 1984 году, когда Сэму Боуи было отдано предпочтение перед Майклом Джорданом. Сравнение Грега Одена с Сэмом Боуи подчёркивалось прежде всего тем, что Оден, как и его предшественник, оказался крайне травматичным центровым.

## Профессиональная карьера

### Портленд Трэйл Блэйзерс (2007—2012)

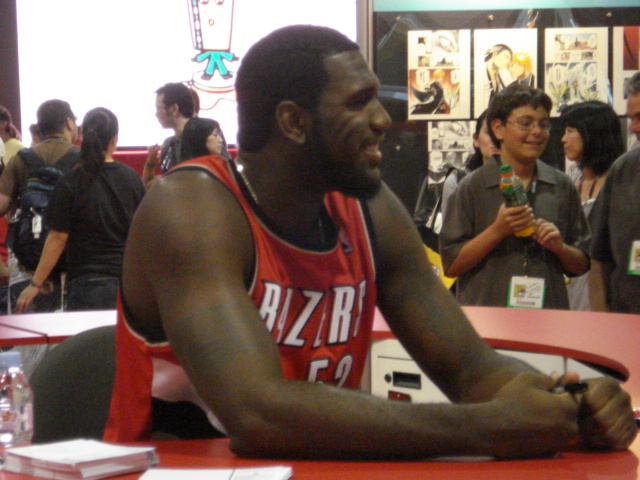
Грег Оден, 2008 год

В рамках предсезонной подготовки в сентябре 2007 года Грег Оден травмировал правое колено и был вынужден пропустить весь первый сезон из-за связанной с этим операции. Его дебют в НБА состоялся в сезоне 2008/09, в котором он принял участие в 61 игре. Оден оказался неспособен быстро стать доминирующим центровым уровня НБА. Было отмечено, что игрок не успевает за темпом игры в лиге и очень быстро набирает фолы. Конец сезона для Одена был омрачён очередной травмой, в результате чего он пропустил остаток регулярного чемпионата и очень слабо выступил в плей-офф.
Сезон 2009/10 Оден начал в роли стартового центрового команды и в 21 первых играх набирал 11,5 очков и делал 8,5 подбора, но 6 декабря 2009 года, в матче с «Хьюстон Рокетс», в столкновении с соперником, получил перелом левой коленной чашечки и выбыл до конца сезона. С того момента Оден вынужден залечивать травму, пропустив не только остаток сезона 2009/10, но и весь следующий сезон. Игрок перенёс очередную операцию и, казалось бы, находился на пути к восстановлению, однако 27 октября 2010 года агент Одена сообщил об отказе клуба продлевать соглашение с ним. В результате, Грег Оден становится ограниченно свободным агентом по окончании сезона 2010/11.
Как сообщили 20 ноября 2010 года представители команды, Грег Оден перенёс новую операцию по микроперелому в левом колене и пропустит весь сезон 2010/11, за который должен был получить 6 760 524 доллара.
15 марта 2012 года Оден, пропускавший очередной сезон из-за проблем со здоровьем, был отчислен из состава «Портленда», чтобы освободить место для новых игроков.

### Майами Хит (2013—2014)
В мае 2012 года центровой объявил о своем намерении пропустить сезон 2012/13, чтобы сосредоточиться на восстановлении от травм. В январе 2013 года стало известно, что несколько команд были заинтересованы в подписании Одена на сезон 2013/14. 3 августа 2013 года игрок достиг договоренности с «Майами Хит» по поводу контракта на 2 года, который был официально подписан 7 августа. 15 января 2014 года Грег впервые вышел на паркет в футболке «Майами». Он отыграл 8 минут в матче против «Вашингтон Уизардс», набрав в нём 6 очков. Это была его первая игра после травмы, полученной в 2009 году.

### Дальнейшая карьера
После окончания сезона 2013/14 «Майами Хит» не стали продлевать контракт Одена. Тем не менее, игрок не оставил надежд продолжить карьеру в НБА и в августе безуспешно прошёл просмотр в «Лос-Анджелес Клипперс», претендуя на роль запасного центрового. 7 августа 2014 года Оден был арестован в Индианаполисе за драку. Как выяснилось позднее, Грег ударил по лицу свою бывшую подругу и сломал ей нос. 12 августа ему было предъявлено обвинение в нанесении тяжких телесных повреждений, грозившее ему тюремным заключением на срок до шести лет. Суд по этому делу неоднократно переносился, но с планами вернуться в НБА Одену пришлось расстаться. Суд состоялся лишь 4 февраля 2015 года. Оден признал себя виновным и ему был вынесен относительно мягкий приговор, не включавший лишения свободы.
Летом 2015 года игрок сделал ещё одну попытку вернуться в НБА. Сообщалось об интересе к нему со стороны «Мемфис Гриззлис», Оден побывал в расположении «Шарлотт Хорнетс» и «Даллас Маверикс», но предложений о контракте так и не получил.
Потерпев неудачу в НБА, Грег Оден решил попробовать свои силы в Китайской баскетбольной ассоциации. 26 августа 2015 года он официально подписал контракт с китайский клубом «Цзянсу Дрэгонс». 17 октября 2015 года Оден дебютировал в Китае и в первом контрольном матче набрал 23 очка и сделал 14 подборов. Однако почти сразу игрок получил травму. В строй Оден вернулся только через месяц и провел 30 ноября 2015 года свой первый матч в КБА, закончив его с 19 очками, 24 подборами и четырьмя блок-шотами. Понимая проблемы Одена со здоровьем, клуб не форсировал его восстановление и Грег играл в последующих матчах лишь ограниченные отрезки времени. Тем не менее, уровень игры Одена не удовлетворил руководство команды и 1 февраля 2016 года расторг с ним контракт. В среднем Грег Оден набирал в играх КБА 12,9 очка, 12,7 подбора и 2,1 блок-шота.
12 апреля 2016 года руководство мужской баскетбольной команды университета штата Огайо «Огайо Стэйт Бакайс» наняло Одена на должность менеджера студентов, а сам баскетболист в то же время продолжил своё обучение в университете.

## Статистика

### Статистика в НБА
| Сезон                                                                                    | Команда  | Регулярный сезон | Регулярный сезон | Регулярный сезон | Регулярный сезон | Регулярный сезон | Регулярный сезон | Регулярный сезон | Регулярный сезон | Регулярный сезон | Регулярный сезон | Регулярный сезон | Серия плей-офф | Серия плей-офф | Серия плей-офф | Серия плей-офф | Серия плей-офф | Серия плей-офф | Серия плей-офф | Серия плей-офф | Серия плей-офф | Серия плей-офф | Серия плей-офф |
| Сезон                                                                                    | Команда  | GP               | GS               | MPG              | FG%              | 3P%              | FT%              | RPG              | APG              | SPG              | BPG              | PPG              | GP             | GS             | MPG            | FG%            | 3P%            | FT%            | RPG            | APG            | SPG            | BPG            | PPG            |
| ---------------------------------------------------------------------------------------- | -------- | ---------------- | ---------------- | ---------------- | ---------------- | ---------------- | ---------------- | ---------------- | ---------------- | ---------------- | ---------------- | ---------------- | -------------- | -------------- | -------------- | -------------- | -------------- | -------------- | -------------- | -------------- | -------------- | -------------- | -------------- |
| 2008/09                                                                                  | Портленд | 61               | 39               | 21,5             | 56,4             | -                | 63,7             | 7,0              | 0,5              | 0,4              | 1,1              | 8,9              | 6              | 0              | 16,0           | 52,4           | -              | 66,7           | 4,3            | 0,0            | 0,3            | 0,8            | 5,0            |
| 2009/10                                                                                  | Портленд | 21               | 21               | 23,9             | 60,5             | -                | 76,6             | 8,5              | 0,9              | 0,4              | 2,3              | 11,1             | Не участвовал  | Не участвовал  | Не участвовал  | Не участвовал  | Не участвовал  | Не участвовал  | Не участвовал  | Не участвовал  | Не участвовал  | Не участвовал  | Не участвовал  |
| 2013/14                                                                                  | Майами   | 23               | 6                | 9,2              | 55,1             | -                | 56,5             | 2,3              | 0,0              | 0,3              | 0,6              | 2,9              | 3              | 0              | 2,5            | -              | -              | -              | 0,3            | 0,3            | 0,3            | 0,0            | 0,0            |
|                                                                                          | Всего    | 105              | 66               | 19,3             | 57,4             | -                | 65,8             | 6,2              | 0,5              | 0,4              | 1,2              | 8,0              | 9              | 0              | 11,5           | 52,4           | -              | 66,7           | 3,0            | 0,1            | 0,3            | 0,6            | 3,3            |
| Наведите курсор мыши на аббревиатуры в заголовке таблицы, чтобы прочесть их расшифровку. |          |                  |                  |                  |                  |                  |                  |                  |                  |                  |                  |                  |                |                |                |                |                |                |                |                |                |                |                |

### Статистика в NCAA
| Сезон | Команда     | Conf    | Class | GP | GS | MPG  | FG%  | 3P% | FT%  | RPG | APG | SPG | BPG | PPG  |
| --- | ----------- | ------- | ----- | -- | -- | ---- | ---- | --- | ---- | --- | --- | --- | --- | ---- |
| 2006/07 | Огайо Стэйт | Big Ten | FR    | 32 | 31 | 28,9 | 61,6 | -   | 62,8 | 9,6 | 0,7 | 0,6 | 3,3 | 15,7 |
| Всего | Всего       | Всего   | Всего | 32 | 31 | 28,9 | 61,6 | -   | 62,8 | 9,6 | 0,7 | 0,6 | 3,3 | 15,7 |
| Наведите курсор мыши на аббревиатуры в заголовке таблицы, чтобы прочесть их расшифровку Статистика приведена с сайта sports-reference.com |             |         |       |    |    |      |      |     |      |     |     |     |     |      |

### Статистика в других лигах
| Сезон | Команда        | Лига  | GP | GS | MPG  | FG%  | 3P% | FT%  | RPG  | APG | SPG | BPG | PFL | TOV | PPG  |
| --- | -------------- | ----- | -- | -- | ---- | ---- | --- | ---- | ---- | --- | --- | --- | --- | --- | ---- |
| 2015/16 | Цзянсу Дрэгонс | КБА   | 25 | 2  | 26,8 | 53,8 | -   | 52,6 | 12,6 | 0,5 | 0,6 | 2,0 | 3,3 | 1,3 | 13,0 |
| Всего | Всего          | Всего | 25 | 2  | 26,8 | 53,8 | -   | 52,6 | 12,6 | 0,5 | 0,6 | 2,0 | 3,3 | 1,3 | 13,0 |
| Наведите курсор мыши на аббревиатуры в заголовке таблицы, чтобы прочесть их расшифровку Статистика приведена с сайта basketball.realgm.com |                |       |    |    |      |      |     |      |      |     |     |     |     |     |      |